# Distrito de San Marcos (Haití)
El distrito de San Marcos (en francés arrondissement de Saint-Marc; y en criollo haitiano: awondisman Sen Mak) es una división administrativa haitiana, que está situada en el departamento de Artibonito.

## División territorial
Está formado por el reagrupamiento de cinco comunas:
- La Chapelle
- Liancourt
- Montrouis
- San Marcos
- Verrettes